# Russula claroflava
Russula claroflava (William Bywater Grove, 1888), sin. Russula flava (Lars Romell, 1895), denumită în popor, ca și Russula risigallina, vinețica ciobanului, este o  specie de ciuperci comestibile din încrengătura Basidiomycota în familia Russulaceae și de genul Russula care coabitează, fiind un simbiont micoriza  (formează micorize pe rădăcinile arborilor). Ea se dezvoltă în România, Basarabia și Bucovina de Nord, în grupuri de mai multe exemplare, aproape mereu sub mesteceni, rar și sub plopi, numai în zone umede, preferat în turbării. Timpul aparenții este din iulie până în octombrie.

## Descriere

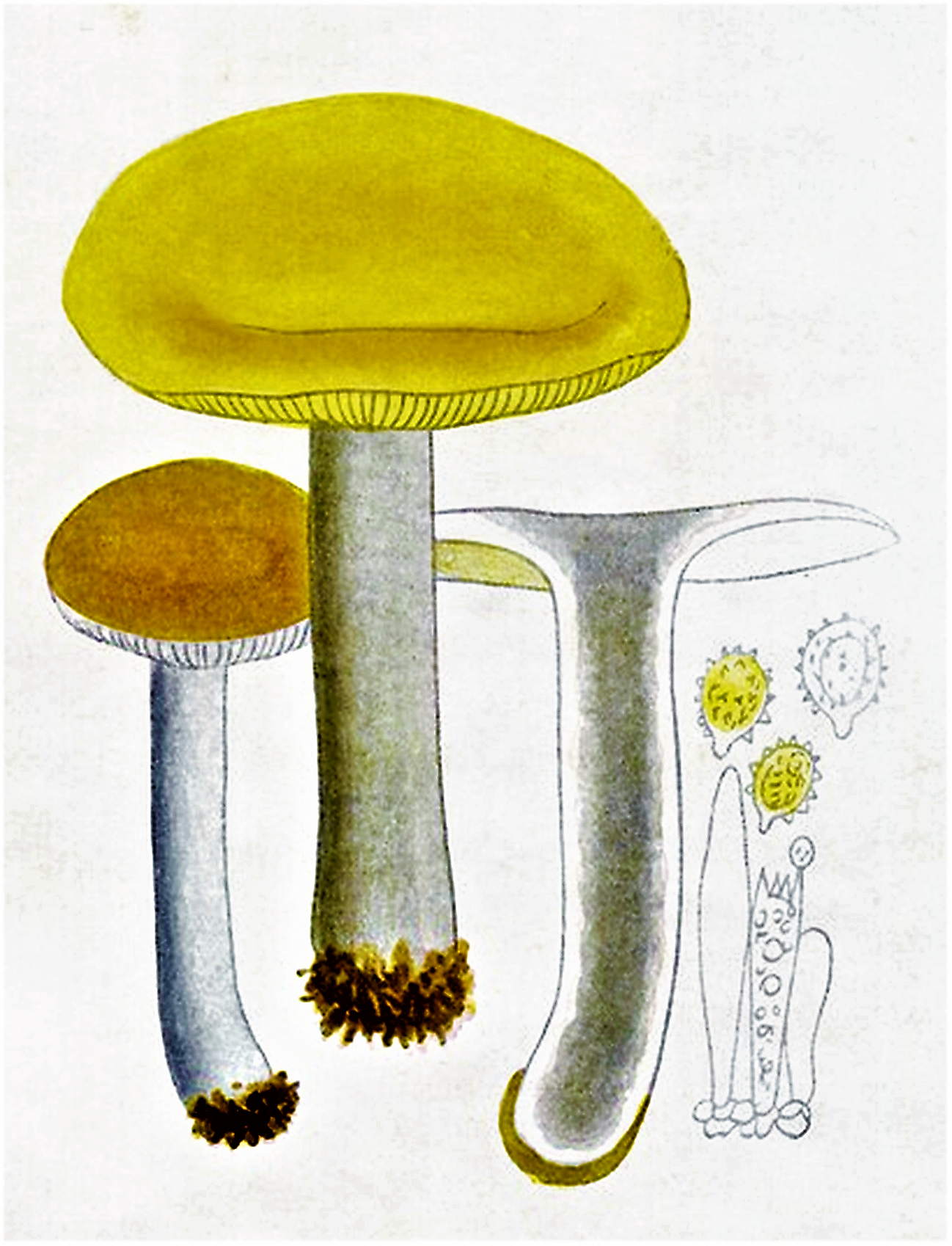
Bres.: Russula flava

- Pălăria: este de mărime medie pentru ciuperci plin dezvoltate cu un diametru de aproximativ 5-8 (12) cm, destul de cărnoasă, inițial semisferică cu marginea răsfrântă spre picior, apoi boltită, în sfârșit plată, adâncită în centru și ridată la periferie. Cuticula care poate fi cojită numai la margine, este netedă,  mată până lucioasă pe vreme uscată, dar unsuroasă la umezeală. Coloritul cuticulei este de obicei galben ca lămâia sau crom.
- Lamelele:  sunt destul de late, de aceeași lungime, rar bifurcate spre margine, stau dens și sunt unite cu piciorul, fiind la început albe, apoi slab galbene, la bătrânețe cu tonuri gri și în ultima fază negre.
- Piciorul: are o înălțime de 5-10 (12) cm și o lățime de 1,2-2 cm, fiind alb, spre bază brumăriu, cilindric, inițial plin și tare, apoi împăiat și în sfârșit gol în interior. La presiune, tija se decolorează în vârstă negricios.
- Carnea: este destul de tare și cărnoasă. Coloritul alb capătă după tăiere mai întâi nuanțe pal roșiatice care se transformă după ceva timp spre slab gri. Mirosul este slab, aproape imperceptibil și gustul câteodată iutișor, dar plăcut.
- Caracteristici microscopice: are spori cu o mărime de 9–12 x 7,5–10 microni, elipsoidali cu negi fini, simpli, neregulați, care sunt uneori legați prin pieptănuși scurți. Pulberea lor este de colorit crem.[3][4][5]
- Reacții chimice: Buretele se decolorează cu anilină după 15 minute brun-roșiatic, cu fenol brun päna la roșu de vin, cu 1-naftol albastru, cu sulfat de fier gri-roșiatic, carnea pălării mai târziu murdar măsliniu, cu sulfovanilină purpuriu și cu tinctură de Guaiacum albastru-verzui.[6]

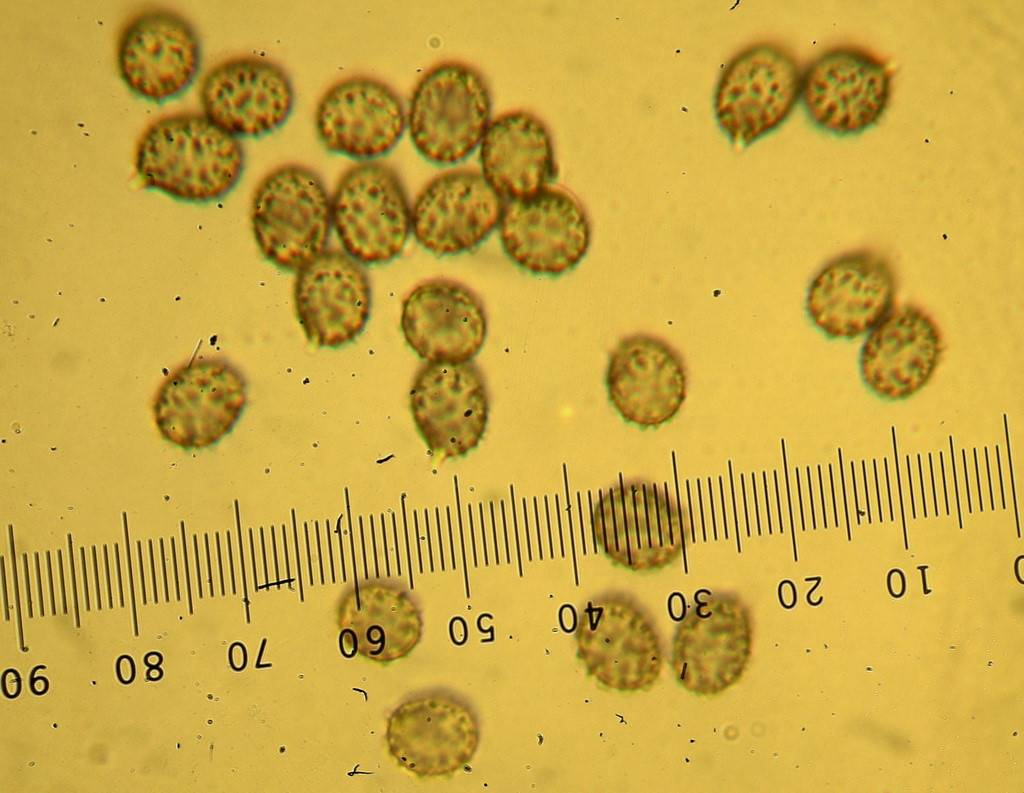
R. claroflava, spori
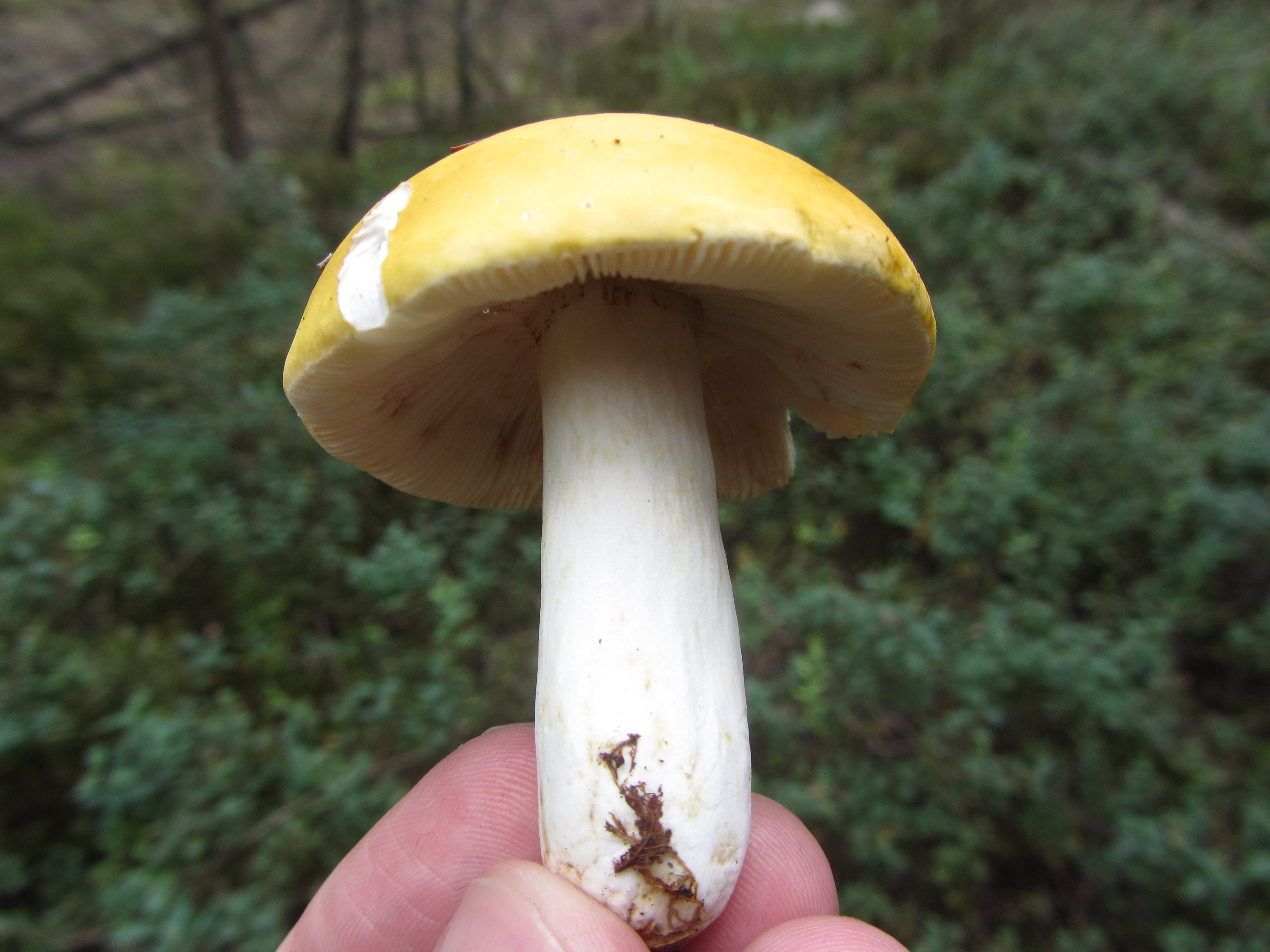
R. claroflava mai tânără
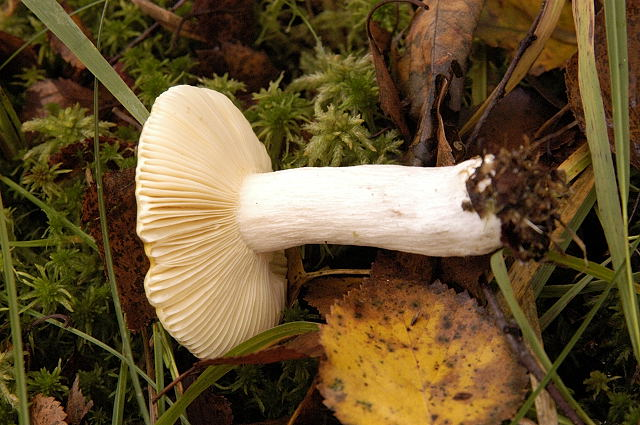
R. claroflava, lamele și picior
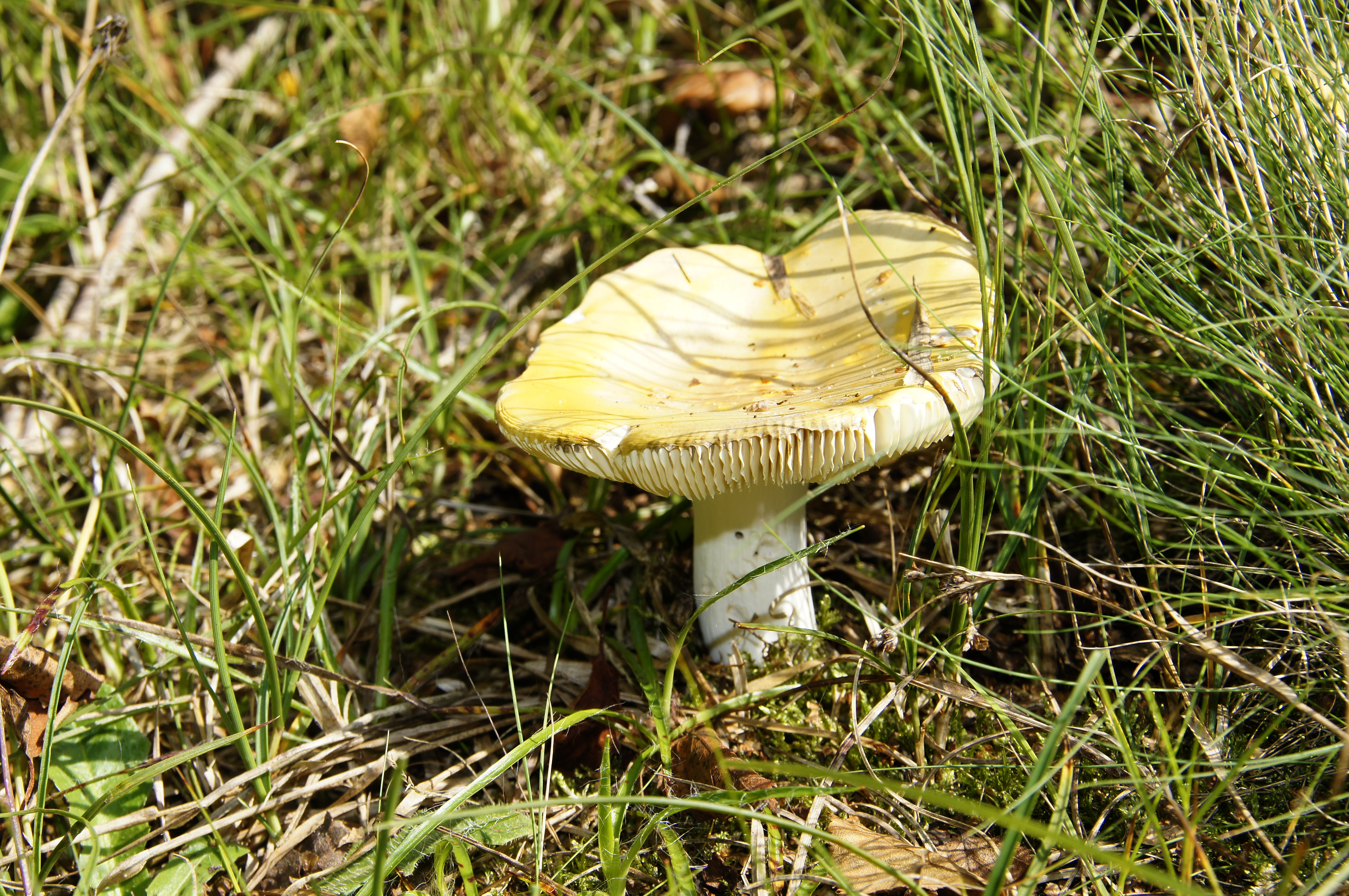
R. claroflava bătrâna

## Confuzii
Ciuperca ar putea fi confundată între altele cu soiuri al aceleiași gen, de exemplu cu: Russula aeruginea (comestibilă), Russula aurea (comestibilă), Russula fellea (necomestibilă), Russula foetens (necomestibilă), Russula grata sin. Russula laurocerasi (necomestibilă), Russula puellaris (comestibilă), Russula ochroleuca (comestibilă), Russula risigallina sin. Russula lutea sau Russula subfoetens (necomestibilă).

## Specii asemănătoare

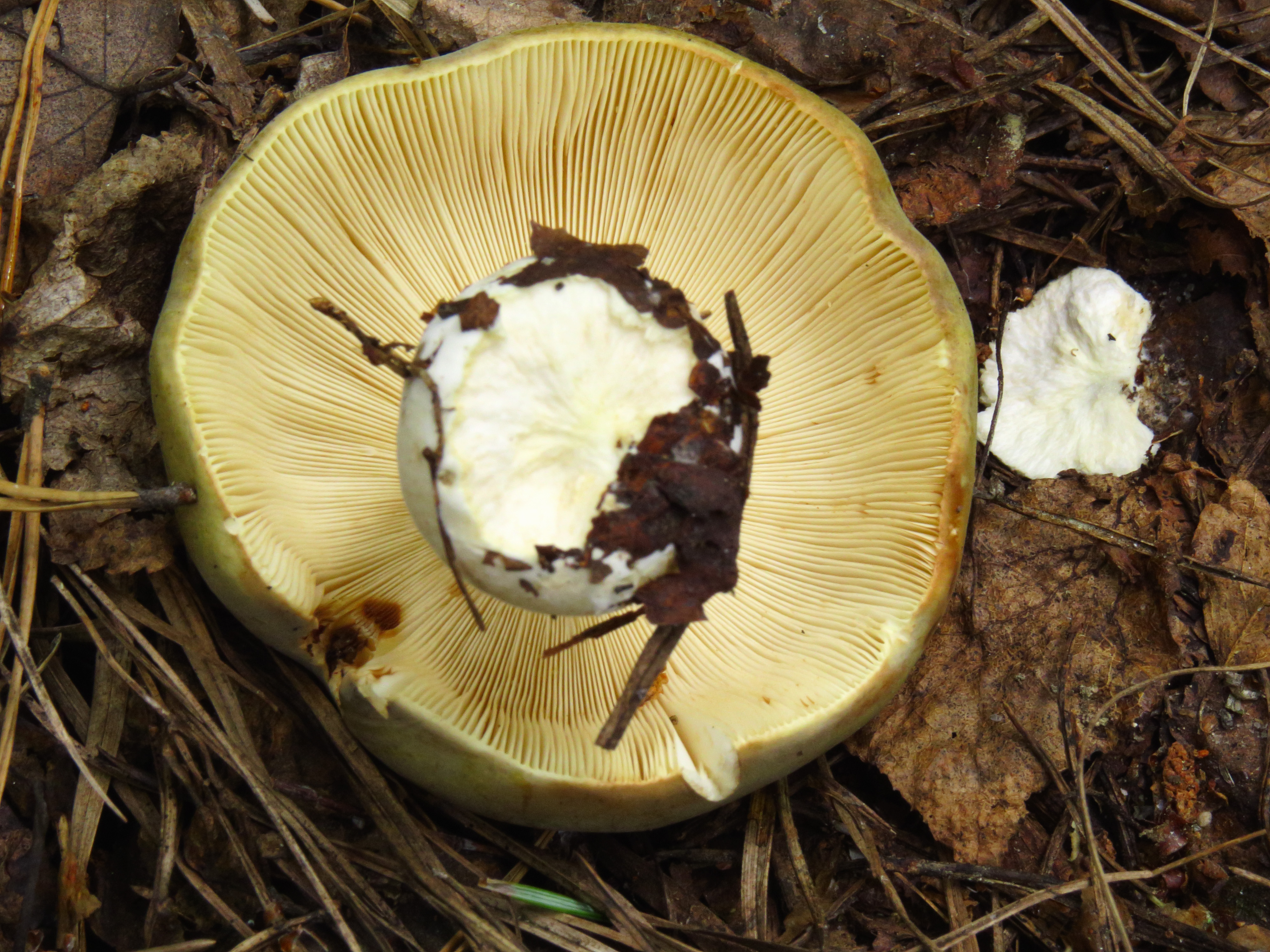
Russula aeruginea
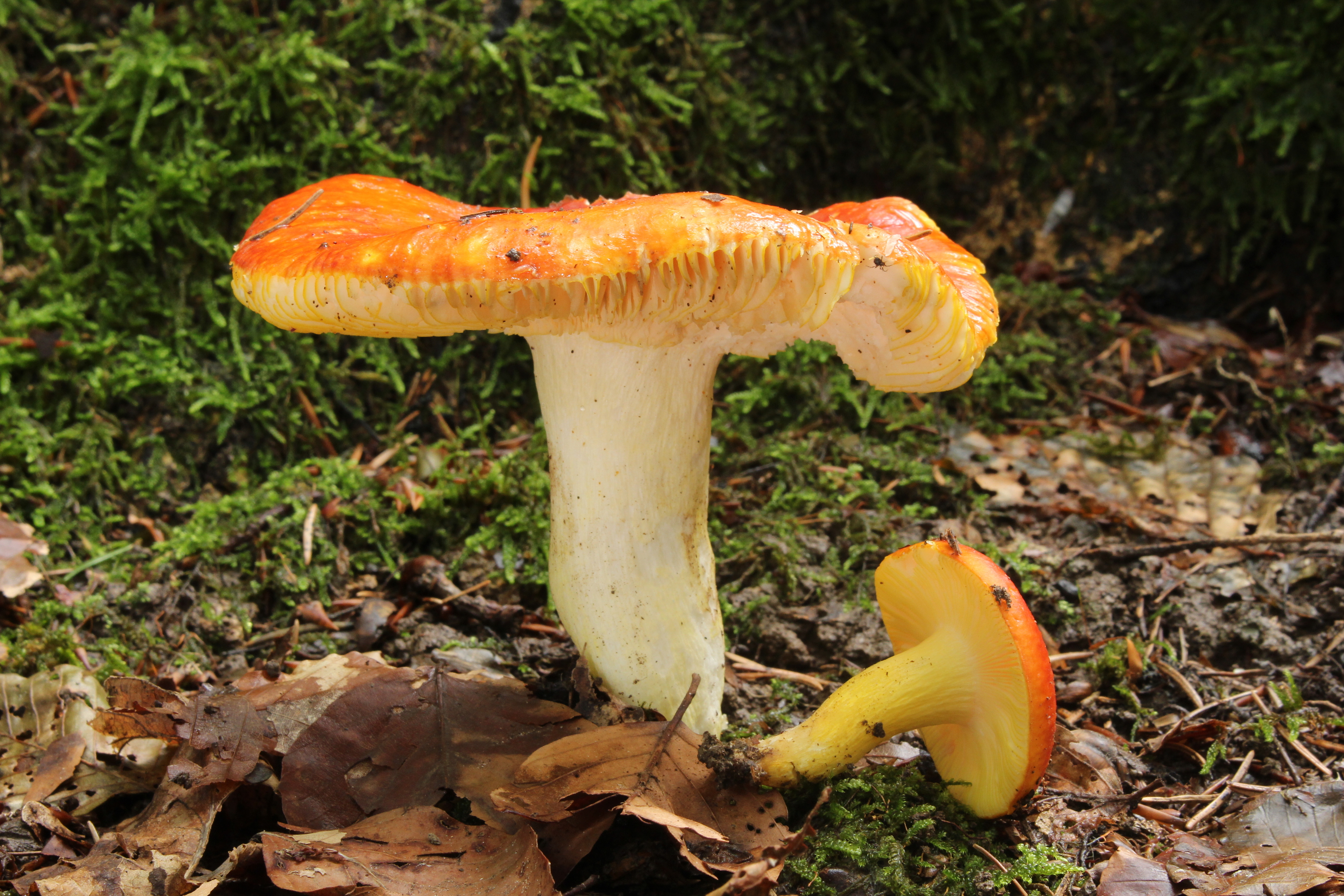
Russula aurea
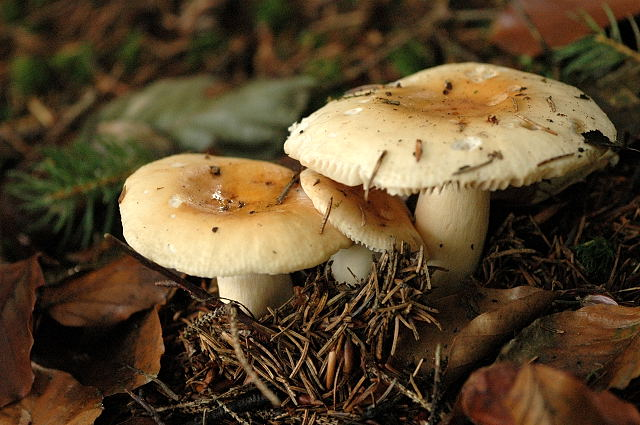
!Russula fellea!
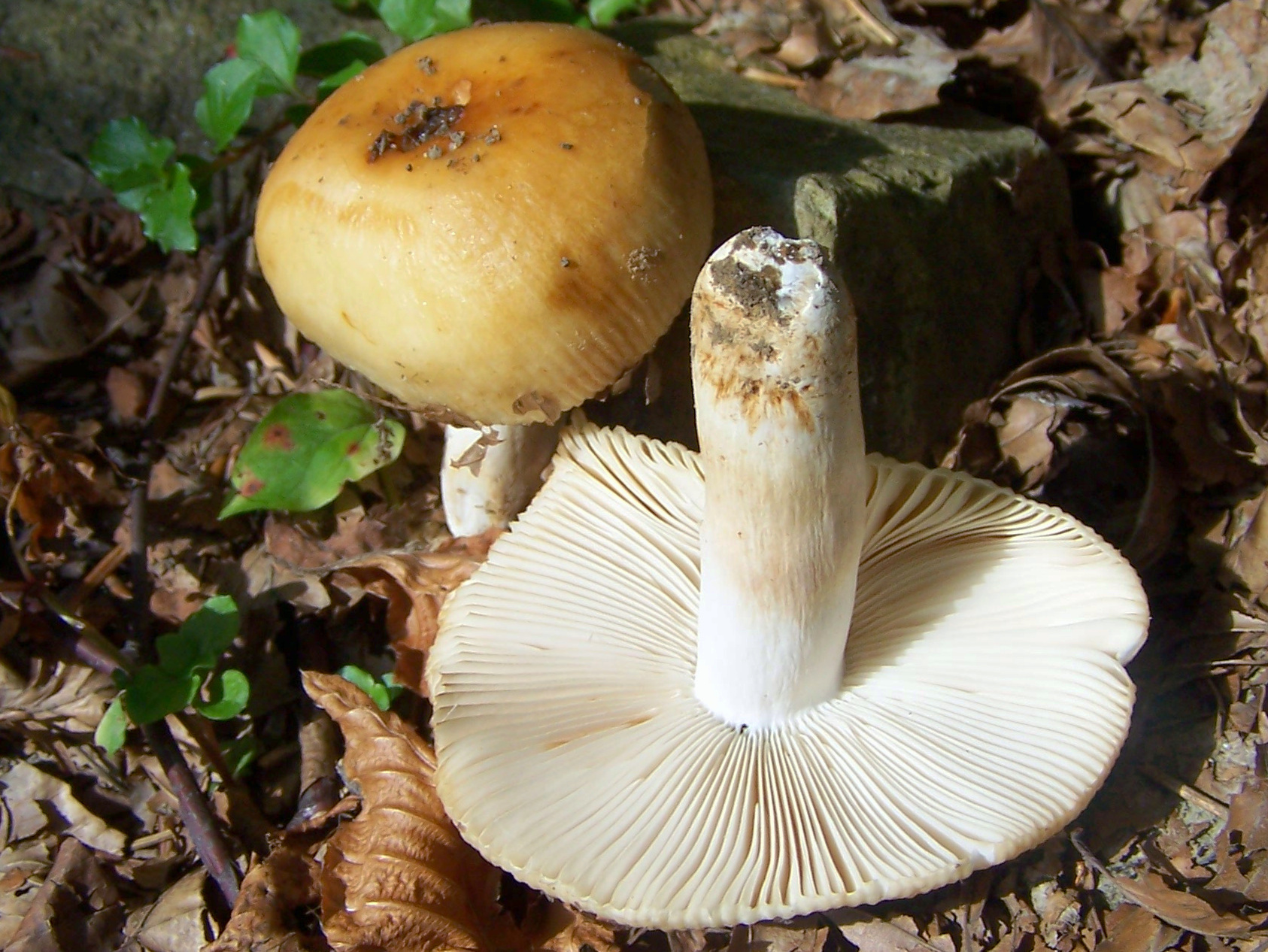
!Russula foetens!
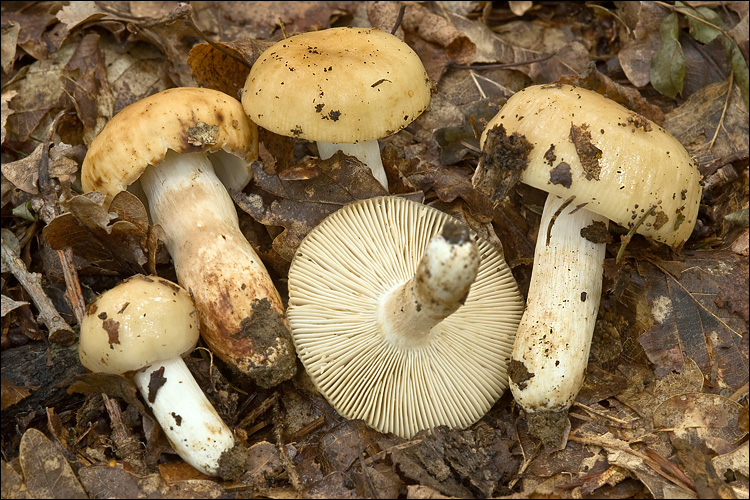
!Russula grata sin. laurocerasi!
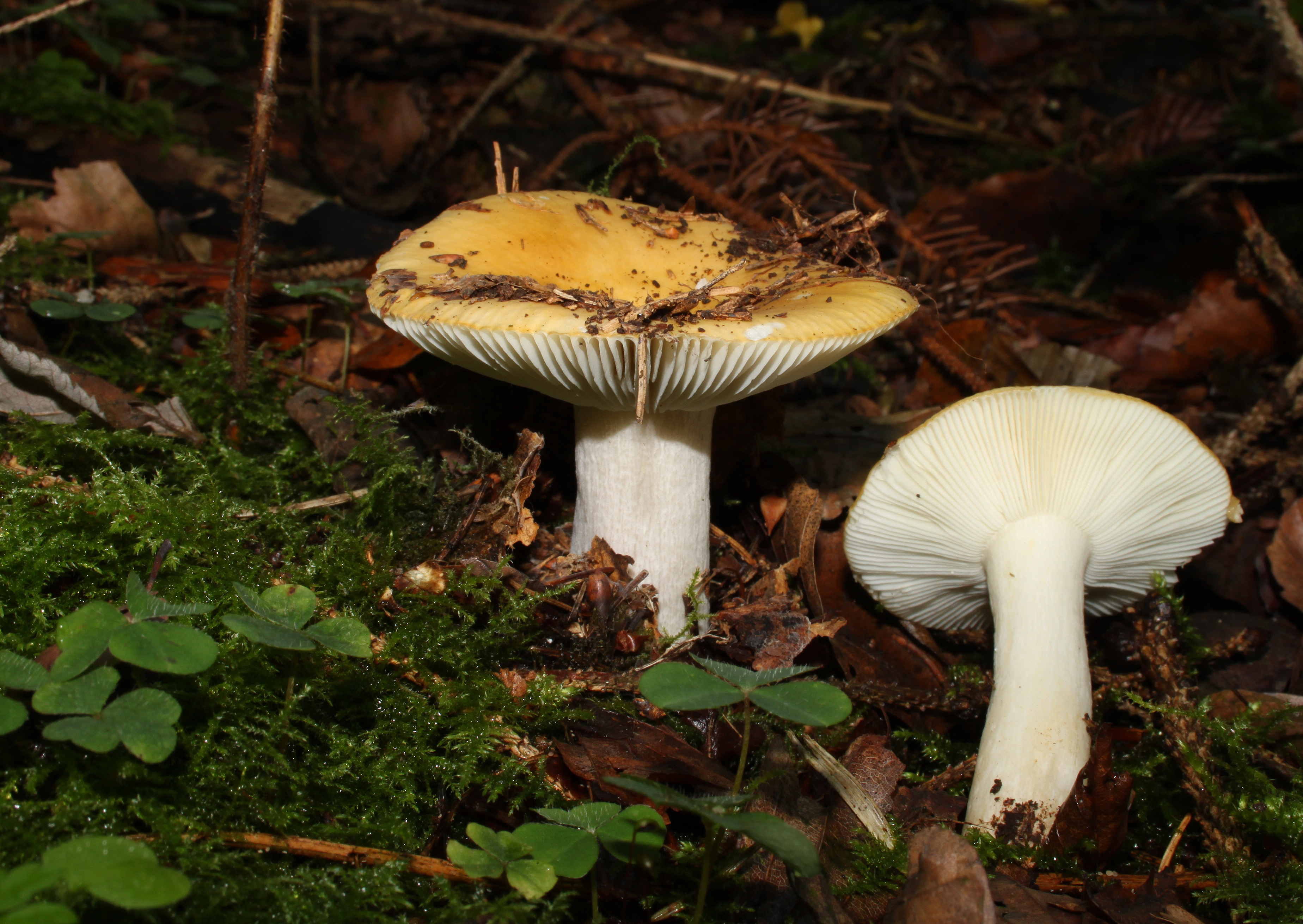
Russula-ochroleuca
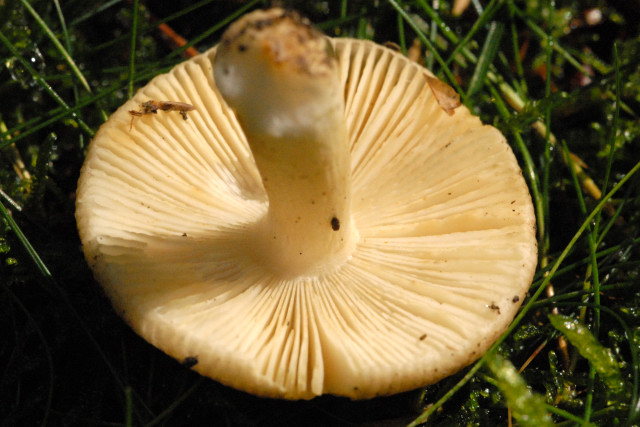
Russula puellaris
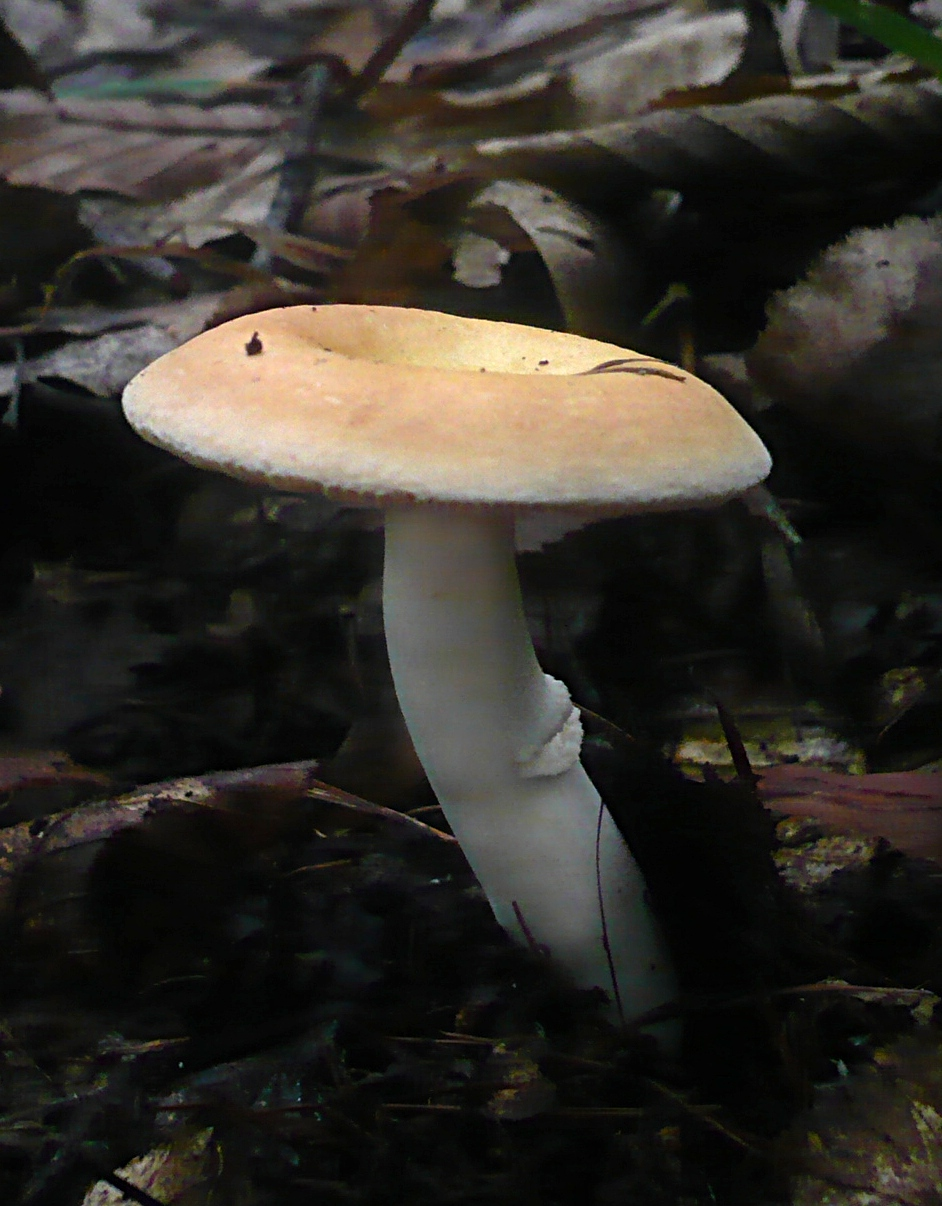
Russula risigallina
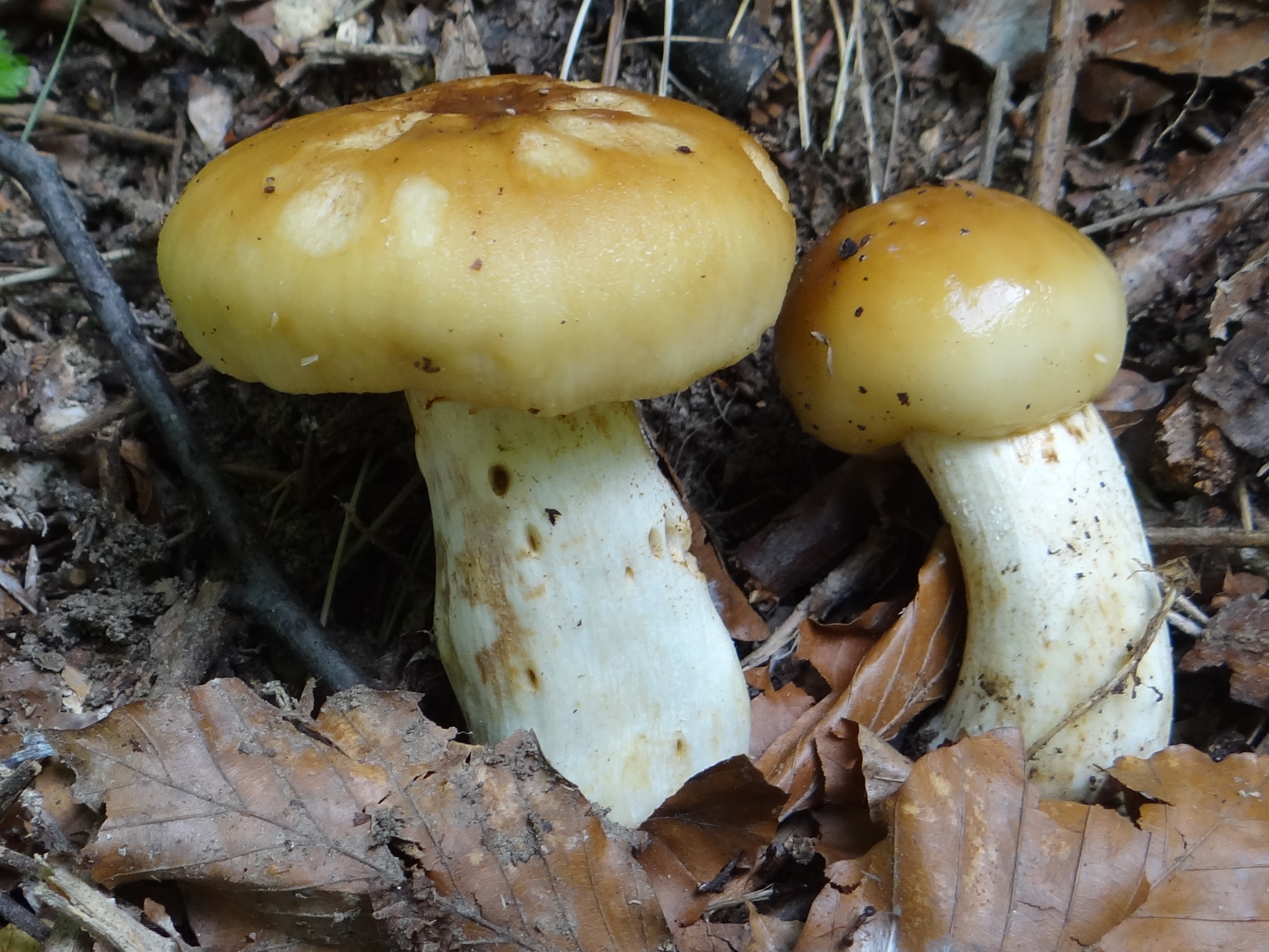
!Russula subfoetens!

## Valorificare
Vinețica ciobanului este, din cauza cărnii dense și compacte o ciupercă apreciată în bucătărie Ea poate fi mâncată cel mai bine tânără, tăiată fin și crudă într-o salată cu maioneză, hrean, verdețuri sau cu hrean și frișcă precum pe mod ardelean, friptă, cu cepe, boia ardei, smântână și pătrunjel tocat. Buretele poate fi pregătit de asemenea la grătar (datorită gustului iutișor) cu unt „à la maître d'hôtel”. Uscat, singur nu este de mare valoare, dar el poate fi amestecat cu alți bureți de pădure.